# Icteracantha chalybeiventris
Icteracantha chalybeiventris är en tvåvingeart som först beskrevs av Christian Rudolph Wilhelm Wiedemann 1830.  Icteracantha chalybeiventris ingår i släktet Icteracantha och familjen bredmunsflugor. Inga underarter finns listade i Catalogue of Life.